# プレウロムチリン
プレウロムチリン（pleuromutilin）およびその誘導体は、真菌が生産する抗菌薬である。リボソームの50Sサブユニットのペプチド転移酵素部分に結合することによってバクテリアにおけるタンパク質合成を阻害する。
この抗生物質のクラスには、医薬品として承認されたレタパムリン（ヒトにおける外用薬）、バルネムリン、チアムリン（動物における使用）や治験中の薬剤であるアザムリン、レファムリン（BC-3781）がある。

## 歴史
プレウロムチリンは抗生物質として1951年に初めて発見され、1960年代に構造決定された。プレウロムチリンはヒカゲウラベニタケ属（Clitopilus）の真菌Clitopilus passeckerianus（以前の学名はPleurotus passeckerianus）から単離され、Drosophila subatrata、Clitopilus scyphoides、その他のヒカゲウラベニタケ属の種からも発見されている。

## 全合成
プレウロムチリンの全合成はこれまで複数報告されている。